# Rayo Vallecano de Madrid 2023-2024
Questa voce raccoglie le informazioni riguardanti il Rayo Vallecano de Madrid nelle competizioni ufficiali della stagione 2023-2024.

## Maglie e sponsor
| Casa | Trasferta | Terza divisa |

## Rosa
Aggiornata al 31 gennaio 2024 
 In corsivo i calciatori ceduti durante la stagione 
| N. |                               | Ruolo | Calciatore         |
| -- | ----------------------------- | ----- | ------------------ |
| 1  | Macedonia del Nord (bandiera) | P     | Stole Dimitrievski |
| 2  | Romania (bandiera)            | D     | Andrei Rațiu       |
| 3  | Spagna (bandiera)             | D     | Pep Chavarría      |
| 4  | Spagna (bandiera)             | D     | Martín Pascual     |
| 5  | Spagna (bandiera)             | D     | Aridane Hernández  |
| 6  | Spagna (bandiera)             | C     | José Ángel Pozo    |
| 7  | Spagna (bandiera)             | A     | Isi Palazón        |
| 8  | Argentina (bandiera)          | A     | Óscar Trejo        |
| 9  | Colombia (bandiera)           | A     | Radamel Falcao     |
| 10 | Capo Verde (bandiera)         | C     | Bebé               |
| 11 | Francia (bandiera)            | C     | Randy Nteka        |
| 12 | Uruguay (bandiera)            | C     | Alfonso Espino     |
| 13 | Spagna (bandiera)             | P     | Dani Cárdenas      |
| 14 | Spagna (bandiera)             | C     | Kike Pérez         |

| N. |                       | Ruolo | Calciatore      |
| -- | --------------------- | ----- | --------------- |
| 15 | Portogallo (bandiera) | D     | Miguel Crespo   |
| 16 | Ghana (bandiera)      | D     | Abdul Mumin     |
| 17 | Spagna (bandiera)     | C     | Unai López      |
| 18 | Spagna (bandiera)     | C     | Álvaro García   |
| 19 | Spagna (bandiera)     | C     | Salvi Sánchez   |
| 19 | Spagna (bandiera)     | C     | Jorge de Frutos |
| 20 | Albania (bandiera)    | D     | Iván Balliu     |
| 21 | Senegal (bandiera)    | C     | Pathé Ciss      |
| 22 | Spagna (bandiera)     | A     | Raúl de Tomás   |
| 23 | Spagna (bandiera)     | C     | Óscar Valentín  |
| 24 | Francia (bandiera)    | D     | Florian Lejeune |
| 29 | Spagna (bandiera)     | A     | Diego Méndez    |
| 34 | Spagna (bandiera)     | A     | Sergio Camello  |

## Calciomercato

### Sessione estiva
| Acquisti         | Acquisti          | Acquisti        | Acquisti                   |
| R.               | Nome              | da              | Modalità                   |
| ---------------- | ----------------- | --------------- | -------------------------- |
| A                | Jorge de Frutos   | Levante         | definitivo (8 milioni €)   |
| A                | Sergio Camello    | Atlético Madrid | definitivo (5 milioni €)   |
| D                | Florian Lejeune   | Alavés          | definitivo (2,5 milioni €) |
| P                | Dani Cárdenas     | Levante         | definitivo (1,3 milioni €) |
| D                | Andrei Rațiu      | Huesca          | definitivo (500 mila €)    |
| D                | Alfonso Espino    | Cadice          | gratuito                   |
| D                | Aridane Hernández | Osasuna         | gratuito                   |
| C                | Kike Pérez        | Real Valladolid | gratuito                   |
| Altre operazioni |                   |                 |                            |
| R.               | Nome              | a               | Modalità                   |
| C                | Joni Montiel      | Levante         | fine prestito              |
| C                | Randy Nteka       | Elche           | fine prestito              |
| A                | Bebé              | Real Saragozza  | fine prestito              |
| D                | Jorge Moreno      | Córdoba         | fine prestito              |
| A                | Sergio Moreno     | Osasuna B       | fine prestito              |
| D                | Martín Pascual    | Ibiza           | fine prestito              |

| Cessioni         | Cessioni           | Cessioni         | Cessioni                 |
| R.               | Nome               | a                | Modalità                 |
| ---------------- | ------------------ | ---------------- | ------------------------ |
| D                | Fran García        | Real Madrid      | definitivo (5 milioni €) |
| A                | Salvi Sánchez      | Espanyol         | definitivo (700 mila €)  |
| D                | Alejandro Catena   | Osasuna          | gratuito                 |
| C                | Santi Comesaña     | Villarreal       | gratuito                 |
| D                | Mario Hernández    | Real Oviedo      | gratuito                 |
| D                | Esteban Saveljich  | Burgos           | gratuito                 |
| D                | Jorge Moreno       | Osasuna B        | n.d.                     |
| C                | Joni Montiel       | Real Valladolid  | prestito                 |
| A                | Andrés Martín      | Racing Santander | prestito                 |
| P                | Miguel Ángel Morro | Villarreal B     | prestito                 |
| Altre operazioni |                    |                  |                          |
| R.               | Nome               | a                | Modalità                 |
| P                | Diego López        |                  | svincolato               |
| C                | Mario Suárez       |                  | svincolato               |
| A                | Sergio Moreno      |                  | svincolato               |
| A                | Sergio Camello     | Atlético Madrid  | fine prestito            |
| D                | Florian Lejeune    | Alavés           | fine prestito            |

### Sessione invernale
| Acquisti | Acquisti      | Acquisti   | Acquisti |
| R.       | Nome          | da         | Modalità |
| -------- | ------------- | ---------- | -------- |
| D        | Miguel Crespo | Fenerbahçe | prestito |

| Cessioni | Cessioni | Cessioni | Cessioni |
| R.       | Nome     | a        | Modalità |
| -------- | -------- | -------- | -------- |

## Risultati

### Primera División

#### Girone di andata
| Arbitro: | Alberola Rojas |

|  |           |                                     |
|  | Marcatori | 20’ (rig.) Palazón 28’ (rig.) Nteka |

| Arbitro: | González Fuertes |

|  |           |                        |
|  | Marcatori | 75’ Á. García 79’ Ciss |

| Arbitro: | Munuera Montero |

|  |           |                                                                                |
|  | Marcatori | 2’ Griezmann 16’ Memphis 36’ Molina 73’, 84’ Morata 79’ Correa 86’ M. Llorente |

| Arbitro: | Alejandro Muñiz Ruiz |

|                  |           |  |
| Willian José 53’ | Marcatori |  |

| Arbitro: | García Verdura |

|                           |           |  |
| Palazón 43’ De Frutos 82’ | Marcatori |  |

| Arbitro: | Figueroa Vázquez |

|                |           |             |
| Kike Pérez 16’ | Marcatori | 15’ Sørloth |

| Cadice 27 settembre 2023, ore 21:30 CEST 7ª giornata | Cadice          | 0 – 0 referto | Rayo Vallecano | Stadio Nuovo Mirandilla (18 505 spett.)\| Arbitro: \| Hernández Maeso \| |
| Arbitro:                                             | Hernández Maeso |               |                |                                                                          |

| Arbitro: | Melero López |

|                                   |           |                        |
| Á. García 4’ Falcao 90+12’ (rig.) | Marcatori | 44’ Muriqi 59’ Sánchez |

| Arbitro: | de Mera Escuderos |

|                         |           |                            |
| Sow 50’ En-Nesyri 90+6’ | Marcatori | 21’ Valentín 26’ Á. García |

| Arbitro: | Iglesias Villanueva |

|  |           |                   |
|  | Marcatori | 90+2’ (rig.) Bebé |

| Arbitro: | Busquets Ferrer |

|                      |           |                           |
| Mumin 31’ Bebé 90+1’ | Marcatori | 41’, 66’ (rig.) Oyarzabal |

| Madrid 5 novembre 2023, ore 21:00 CET 12ª giornata | Real Madrid      | 0 – 0 referto | Rayo Vallecano | Stadio Santiago Bernabéu (70 220 spett.)\| Arbitro: \| Martínez Munuera \| |
| Arbitro:                                           | Martínez Munuera |               |                |                                                                            |

| Arbitro: | González Fuertes |

|              |           |                      |
| Á. García 5’ | Marcatori | 42’ Dovbyk 65’ Sávio |

| Arbitro: | Munuera Montero |

|                |           |                    |
| Unai López 39’ | Marcatori | 82’ (aut.) Lejeune |

| Arbitro: | Hernández Maeso |

|                                                                |           |  |
| Guruzeta 23’ Espino 47’ (aut.) I. Williams 64’ N. Williams 68’ | Marcatori |  |

| Madrid 11 dicembre 2023, ore 21:00 CET 16ª giornata | Rayo Vallecano | 0 – 0 referto | Celta Vigo | Campo de Fútbol de Vallecas (11 796 spett.)\| Arbitro: \| Garcia Verdura \| |
| Arbitro:                                            | Garcia Verdura |               |            |                                                                             |

| Arbitro: | Iglesias Villanueva |

|                 |           |  |
| R. García 90+5’ | Marcatori |  |

| Arbitro: | Alberola Rojas |

|  |           |           |
|  | Marcatori | 61’ Canós |

| Arbitro: | Figueroa Vázquez |

|  |           |                    |
|  | Marcatori | 45+1’, 47’ Camello |

#### Girone di ritorno
| Arbitro: | Soto Grado |

|                            |           |               |
| Reinildo 35’ Memphis 90+1’ | Marcatori | 42’ Á. García |

| Arbitro: | Melero López |

|  |           |                          |
|  | Marcatori | 35’ Moleiro 83’ J. Muñoz |

| San Sebastián 27 gennaio 2024, ore 14:00 CET 22ª giornata | Real Sociedad       | 0 – 0 referto | Rayo Vallecano | Reale Arena (32 528 spett.)\| Arbitro: \| Hernández Hernández \| |
| Arbitro:                                                  | Hernández Hernández |               |                |                                                                  |

| Arbitro: | Hernández Maeso |

|             |           |                    |
| Palazón 29’ | Marcatori | 19’, 45’ En-Nesyri |

| Arbitro: | Munuera Montero |

|                             |           |               |
| A. Sánchez 48’ Muriqi 90+1’ | Marcatori | 76’ Á. García |

| Arbitro: | Muñiz Ruiz |

|                     |           |           |
| De Tomás 27’ (rig.) | Marcatori | 3’ Joselu |

| Arbitro: | De Burgos Bengoetxea |

|                                  |           |  |
| Tsygankov 52’ Sávio 90+1’, 90+5’ | Marcatori |  |

| Arbitro: | Alberola Rojas |

|             |           |                     |
| Lejeune 88’ | Marcatori | 90+12’ J. Hernández |

| Arbitro: | Munuera Montero |

|               |           |  |
| Gorosabel 44’ | Marcatori |  |

| Arbitro: | Pulido Santana |

|                         |           |  |
| Lejeune 40’ Camello 78’ | Marcatori |  |

| Vigo 31 marzo 2024, ore 14:00 CEST 30ª giornata | Celta Vigo          | 0 – 0 referto | Rayo Vallecano | Stadio Balaidos (21 505 spett.)\| Arbitro: \| Hernández Hernández \| |
| Arbitro:                                        | Hernández Hernández |               |                |                                                                      |

| Madrid 13 aprile 2024, ore 16:15 CEST 31ª giornata | Rayo Vallecano   | 0 – 0 referto | Getafe | Campo de Fútbol de Vallecas (12 868 spett.)\| Arbitro: \| Figueroa Vázquez \| |
| Arbitro:                                           | Figueroa Vázquez |               |        |                                                                               |

| Arbitro: | Melero López |

|                           |           |               |
| Chavarría 80’ Palazón 84’ | Marcatori | 29’ Moi Gómez |

| Arbitro: | González Fuertes |

|                               |           |  |
| Sørloth 18’, 74’ Mosquera 74’ | Marcatori |  |

| Arbitro: | Hernández Maeso |

|  |           |               |
|  | Marcatori | 30’ A. Lozano |

| Valencia 12 maggio 2024, ore 18:30 CEST 35ª giornata | Valencia       | 0 – 0 referto | Rayo Vallecano | Mestalla (42 642 spett.)\| Arbitro: \| Pulido Santana \| |
| Arbitro:                                             | Pulido Santana |               |                |                                                          |

| Arbitro: | De Mera Escuderos |

|                           |           |          |
| Lejeune 23’ De Frutos 80’ | Marcatori | 89’ Boyé |

| Arbitro: | Gil Manzano |

|                               |           |  |
| Lewandowski 3’ Pedri 72’, 75’ | Marcatori |  |

| Arbitro: | Martínez Munuera |

|  |           |                 |
|  | Marcatori | 67’ N. Williams |

### Coppa del Re
| Arbitro: | Muñiz Ruiz |

|  |           |                                                           |
|  | Marcatori | 8’ (rig.), 16’ Falcao 40’ Camello 62’, 79’ Bebé 68’ Rațiu |

| Arbitro: | García Lozano |

|  |           |                           |
|  | Marcatori | 89’ Falcao 90+4’ De Tomás |

| Arbitro: | Álvarez Fernández |

|  |           |                              |
|  | Marcatori | 118’ Valentín 120+2’ Palazón |

| Arbitro: | Figueroa Vázquez |

|                                  |           |           |
| Stuani 15’, 19’ (rig.) Blind 26’ | Marcatori | 36’ Nteka |

## Statistiche finali

### Statistiche di squadra
| Competizione     | Punti | In casa | In casa | In casa | In casa | In casa | In casa | In trasferta | In trasferta | In trasferta | In trasferta | In trasferta | In trasferta | Totale | Totale | Totale | Totale | Totale | Totale | DR  |
| Competizione     | Punti | G       | V       | N       | P       | Gf      | Gs      | G            | V            | N            | P            | Gf           | Gs           | G      | V      | N      | P      | Gf     | Gs     | DR  |
| ---------------- | ----- | ------- | ------- | ------- | ------- | ------- | ------- | ------------ | ------------ | ------------ | ------------ | ------------ | ------------ | ------ | ------ | ------ | ------ | ------ | ------ | --- |
| Primera División | 38    | 19      | 4       | 8       | 7       | 18      | 26      | 19           | 4            | 6            | 9            | 10           | 21           | 38     | 8      | 14     | 16     | 29     | 48     | -19 |
| Coppa del Re     | -     | 0       | 0       | 0       | 0       | 0       | 0       | 4            | 3            | 0            | 1            | 11           | 3            | 4      | 3      | 0      | 1      | 11     | 3      | +8  |
| Totale           | -     | 19      | 4       | 8       | 7       | 18      | 26      | 23           | 7            | 6            | 10           | 21           | 24           | 42     | 11     | 14     | 17     | 40     | 51     | -11 |

### Andamento in campionato
| Giornata  | 1 | 2 | 3 | 4  | 5 | 6 | 7 | 8 | 9 | 10 | 11 | 12 | 13 | 14 | 15 | 16 | 17 | 18 | 19 | 20 | 21 | 22 | 23 | 24 | 25 | 26 | 27 | 28 | 29 | 30 | 31 | 32 | 33 | 34 | 35 | 36 | 37 | 38 |
| --------- | - | - | - | -- | - | - | - | - | - | -- | -- | -- | -- | -- | -- | -- | -- | -- | -- | -- | -- | -- | -- | -- | -- | -- | -- | -- | -- | -- | -- | -- | -- | -- | -- | -- | -- | -- |
| Luogo     | T | T | C | T  | C | C | T | C | T | T  | C  | T  | C  | C  | T  | C  | T  | C  | T  | T  | C  | T  | C  | T  | C  | T  | C  | T  | C  | T  | C  | C  | T  | C  | T  | C  | T  | C  |
| Risultato | V | V | P | P  | V | N | N | N | N | V  | N  | N  | P  | N  | P  | N  | P  | P  | V  | P  | P  | N  | P  | P  | N  | P  | N  | P  | V  | N  | N  | V  | P  | P  | N  | V  | P  | P  |
| Posizione | 4 | 2 | 8 | 12 | 6 | 7 | 7 | 8 | 7 | 7  | 8  | 9  | 10 | 10 | 11 | 10 | 11 | 11 | 11 | 11 | 13 | 13 | 13 | 14 | 14 | 14 | 16 | 16 | 15 | 16 | 16 | 15 | 15 | 16 | 16 |    |    |    |

Legenda:

Luogo: C = Casa; T = Trasferta. Risultato: V = Vittoria; N = Pareggio; P = Sconfitta.